# روبرت فيتا كون
روبرت فيتا كون (بالإنجليزية: Robert V. Kohn) هو أستاذ جامعي ورياضياتي أمريكي، ولد في 5 أكتوبر 1953.